# Lana Gehring
Lana Gehring (* 21. August 1990 in Chicago) ist eine ehemalige US-amerikanische Eisschnellläuferin und Shorttrackerin.
Gehring startete im Alter von 15 Jahren erstmals bei einem internationalen Shorttrack-Großereignis, der Juniorenweltmeisterschaft 2006 in Miercurea Ciuc. Dort gelang ihr mit der Staffel der Einzug ins Halbfinale, in den Einzelrennen schied sie schon frühzeitig aus. In der Saison 2006/07 startete sie auch zum ersten Mal im Shorttrack-Weltcup, in dem sie als bestes Resultat einen zwölften Rang über 500 m feiern konnte. Ein Jahr später, in der Saison 2007/08, erreichte sie in Kōbe über 500 m sogar das Finale und damit einen fünften Platz. Auch über 1000 m schaffte sie beim selben Weltcup als Zehnte eine Top-10-Platzierung. Bei Großereignissen ging sie wie auch in der vorherigen Saison nicht an den Start. Im Weltcup 2008/09 erreichte Gehring mit der Staffel ihre ersten Podestplätze, darunter auch ein Weltcupsieg in Dresden. Bei der Teamweltmeisterschaft in Heerenveen gewann sie Bronze. In der folgenden Saison 2009/10 erreichte sie mit der Staffel erneut mehrere Podestplätze. Bei den Olympischen Spielen in Vancouver gehörte sie zur US-amerikanischen Staffel. Die Staffel wurde zunächst im Finale Vierter, nach der Disqualifikation der Koreanerinnen bekam sie jedoch Bronze zuerkannt. Bei der Weltmeisterschaft in Sofia gewann sie mit der Staffel ebenfalls Bronze. Im Weltcup 2010/11 gewann Gehring über 1000 m und 1500 m ihre ersten Weltcuprennen im Einzel. Sie gewann zudem Bronze bei der Teamweltmeisterschaft in Warschau. Gehring bestritt auch eine sehr erfolgreiche Saison 2011/12. Im Weltcup platzierte sie sich achtmal auf einem Podestrang, darunter Siege über 1000 m und 1500 m beim letzten Weltcup in Dordrecht. In der Weltcup-Disziplingesamtwertung wurde Gehring über 1000 m Vierte und über 1500 m Dritte. Bei der Weltmeisterschaft in Shanghai gewann sie mit Bronze über 500 m ihre erste WM-Einzelmedaille. Mit der Staffel errang sie zudem die Silbermedaille, im Mehrkampf belegte sie Rang acht.
Parallel zur Shorttrack-Karriere bestritt Gehring auch Eisschnelllauf-Wettkämpfe. Nach guten Ergebnissen bei den amerikanischen Time Trials im Jahr 2005 in Minneapolis gelangen ihr auch bei der nationalen Junioren-Sprint- und Allroundmeisterschaft 2006 sehr ordentliche Resultate, indem sie zweimal Vierte wurde. Noch im Dezember 2006 wurde sie Sechste bei der US-Sprintmeisterschaft im Erwachsenenbereich, kurz darauf siegte sie sogar bei den nationalen Junioren in dieser Disziplin. Bei der Junioren-Allround-Weltmeisterschaft verpasste sie als 17. zwar die Top 10, überzeugte jedoch so, dass sie vom amerikanischen Verband für die Eisschnelllauf-Sprintweltmeisterschaft 2008 nominiert wurde. Dort konnte sie sich allerdings nicht platzieren. Ein weiterer Erfolg Gehrings war die Bronzemedaille bei der US-Sprintmeisterschaft 2008 der Senioren. Gehring spezialisierte sich im Weiteren auf Shorttrack-Wettkämpfe.